# Batthyány tér

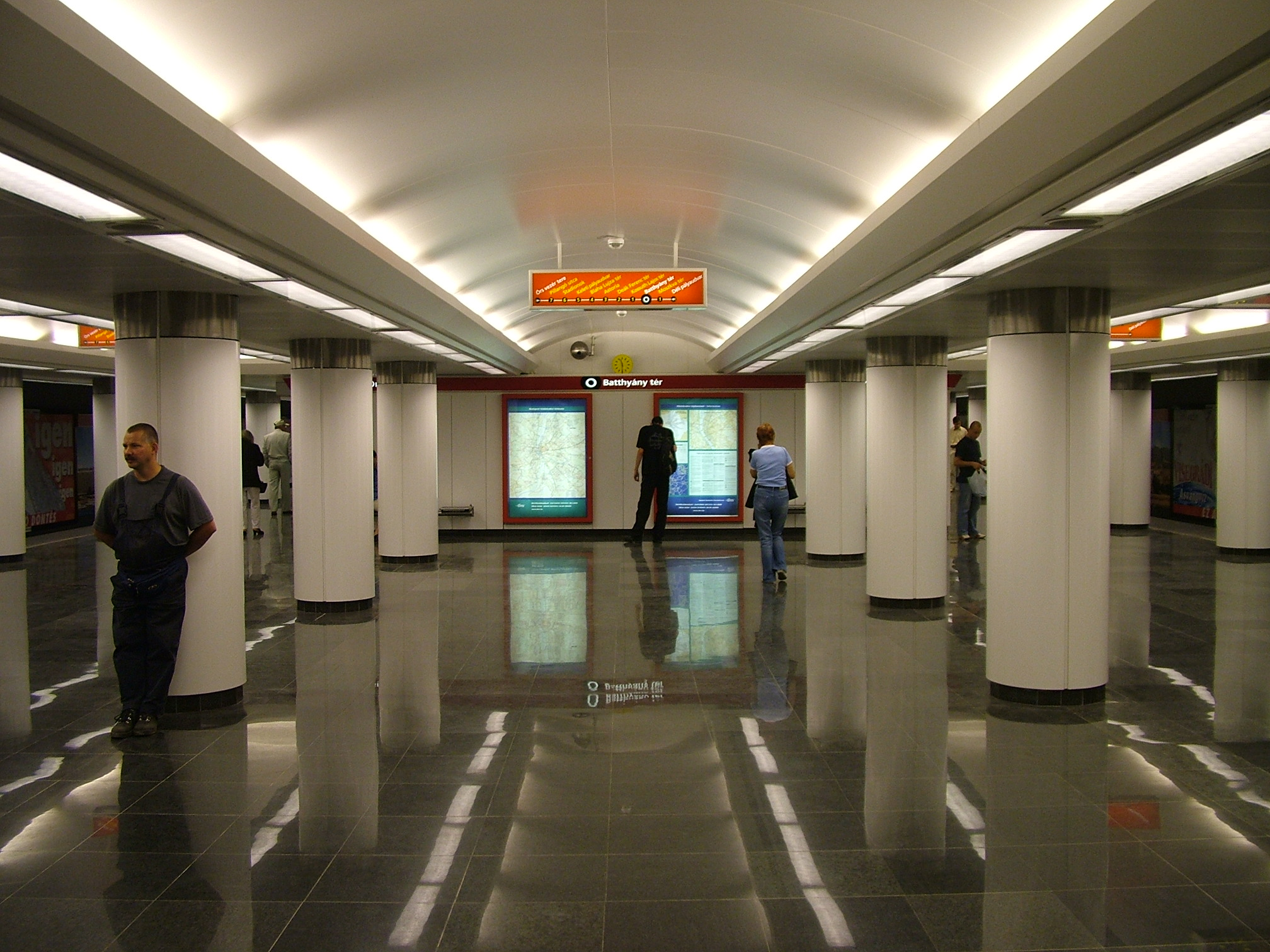
Batthyány metrostation

Het Batthyány tér (plein) is een plein in Boedapest en functioneert als belangrijk knooppunt van openbaar vervoer voor het I. District van Boedapest en specifiek Víziváros of 'Waterstad' in Boeda. Het is genaamd naar de adellijke familie Batthyány.
Vroeger werd er markt gehouden, nu is de historische markthal in gebruik door onder andere een supermarkt. Batthyány tér is eindstation van de  de voorstadtrein (HÉV) die van Szentendre naar Boedapest loopt. In de toekomst zou deze lijn doorgetrokken moeten worden in zuidelijke richting en verbonden moeten worden met de HÉV van Csepel. Tevens is er een station van de rode lijn de stadsmetro en verscheidene buslijnen hebben hier hun eindpunt.